# Municipio de Garfield (condado de Plymouth)
Garfield Township es un municipio del condado de Plymouth, Iowa, Estados Unidos. Según el censo de 2020, tiene una población de 1561 habitantes.
Es una subdivisión exclusivamente geográfica, por cuanto el estado de Iowa no utiliza la herramienta de los townships como Gobiernos municipales.

## Geografía
Está ubicado en las coordenadas 42°36′29″N 95°55′41″O / 42.60806, -95.92806. Según la Oficina del Censo de los Estados Unidos, tiene una superficie total de 94.66 km², de la cual 94.65 km² corresponden a tierra firme y 0.01 km² están cubiertos de agua.

## Demografía
Según el censo de 2020, hay 1561 personas residiendo en la zona. La densidad de población es de 16.49 hab./km². El 96.1% de los habitantes son blancos, el 0.5% son afroamericanos, el 0.1% es amerindio, el 0.1% es asiático, el 0.1% son isleños del Pacífico, el 0.2% son de otras razas y el 2.9% son de una mezcla de razas. Del total de la población el 2.31% son hispanos o latinos de cualquier raza.